# Smrdljiva rutvica
Smrdljiva rutvica (ruda, ruta, ruta vonjava, petoprsica, plava ruta, rutvica, rutvača, sedef, sedefčić, šarena ruta, vrtna rutvica, lat. Ruta graveolens) zimzeleni je polugrm s raspodjeljenim sivo-zelenim listovima i zelenkasto-žutim cvjetovima (ljeti). Kod žetve se rabe rukavice jer sadnice mogu izazvati upalu kože. Listovima ljutog okusa aromatiziramo salate, umake i mekane sireve.

## Izgled
Ruta je višegodišnja biljka, polugrmasta uspravne stabljike do 1 metar visine. Listovi su naizmjenični, bez zalistaka, u obliku bezbrojnih tupo urezanih lapova, zeleno-plavičaste ili žućkaste boje. Žućkasti cvjetovi čine cvatnu gronju s konkavnim laticama, valovitim i nazubljenim. Cvate od svibnja do srpnja, a bere se prije cvjetanja. Listovi imaju svojevrstan miris i ljuto – oštar, pomalo gorkast okus.
Razmnožava se sjemenom u travnju. Stanište joj je na Suncu ili u polusjeni. Voli rahlu i laku zemlju. Potrebno ju je redovito zalijevati, ali s mjerom, ne obilno, dvaput tjedno. U prirodi je u nas rasprostranjena i njezina srodna vrsta Ruta divaricata, ali znatno slabijeg mirisa. Za vrućih ljetnih dana pojačava se izlučivanje eteričnih ulja iz žlijezda na listićima. Uobičajeno je na ruti naći i gusjenice leptira lastin rep, koje se hrane tom biljkom. Rutu možemo naći na Balkanskom poluotoku i jugoistočnoj Europi.

## Raširenost
Kao izvorni areal navodi se Balkanski poluotok, danas se uzgaja širom svijeta. U Hrvatskoj je ima u Istri te na Sjevernom i Srednjem Velebitu, kao i na otocima.

## Povijest
Ruta je porijeklom iz južnih zemalja Europe. Ruta je igrala nekad veliku ulogu kod starih Egipćana; Grci i Rimljani su je cijenili kao svetu biljku i kao začin. Spominje ju i Hipokrat.[nedostaje izvor]

## Uporaba
U kulinarstvu zbog jake arome listići se upotrebljavaju u vrlo malim količinama. Ruta ima jaku mirodijsku aromu i jak okus, te se kao začin koristi rijetko i u malim količinama za začinavanje zelenih salata, jela od sira i ovčetine, kao dodatak namazima, umacima, marinadama, i za meso divljači. Dodaje se vinima kako bi dobila okus po muskantnom vinu, te rakijama.
Konzumacija velikih količina rutvice može imati smrtne posljedice, a uporaba tijekom trudnoće opasna je. Ekstrakti smrdljive rutvice mutageni su i toksični za jetru.

### Sastav
U lišću i vršcima sadrži do 1,2 % eteričnog ulja,koje sadrži metil-para-nonilketon i metil-para-heptiketon, kinolinske alkaloide, flavonoidni glikozid rutin, furokumarinsku i kumarinsku smolu, jabučnu kiselinu, do 156,6 mg% vitamina C.

## Vanjske poveznice
|  | Zajednički poslužitelj ima stranicu o temi Ruta |
|  | Wikivrste imaju podatke o taksonu Ruti          |